# La Jument verte (film)
Pour les articles homonymes, voir La Jument verte.
Pour plus de détails, voir Fiche technique et Distribution.
La Jument verte est un film franco-italien réalisé par Claude Autant-Lara, sorti en 1959, adapté du roman éponyme de Marcel Aymé.

## Synopsis
Une jument verte fait la fortune de son propriétaire, le maquignon Haudouin. Peu après la mort de ce dernier, la guerre de 1870 éclate. Un jour son voisin Zèphe Maloret dénonce Honoré, le fils Haudouin, franc-tireur, aux Prussiens. À la suite de cette dénonciation, leur sous-officier entre chez les Haudouin et viole la mère alors qu'Honoré est caché sous le lit.
Le ressentiment déjà existant entre les familles Haudouin et Maloret devient alors de la haine. Une lettre rappelant les faits est perdue, ce qui n'arrange rien.

## Fiche technique
- Titre : La Jument verte
- Réalisation : Claude Autant-Lara
- Assistants réalisateurs : Ghislaine Autant-Lara, Charles Pozzo di Borgo
- Scénario : Jean Aurenche, Pierre Bost, d'après le roman de Marcel Aymé
- Adaptation et dialogues : Jean Aurenche, Pierre Bost
- Décors : Max Douy, assisté de Jacques Douy, André Guérin, André Labussière
- Costumes : Rosine Delamare
- Photographie : Jacques Natteau
- Opérateur : Jean Lalier
- Son : René-Christian Forget
- Maquillage : Yvonne Fortuna
- Perruques : Jules Chanteau
- Script-girl : Claude Vériat
- Photographe de plateau : Jean-Louis Castelli
- Montage : Madeleine Gug
- Musique : René Cloërec
- Production : Claude Autant-Lara, Bourvil, Jean Aurenche, Pierre Bost, Marcel Aymé
- Chef de production : Moris Ergas
- Directeur de production : Yves Laplanche
- Sociétés de production : 
  - France : Société des productions Raimbourg,  SOPAC,  Gaumont,  Star Presse
  - Italie : Zebra Films
- Société de distribution : Gaumont
- Tournage du 18 août au 30 septembre 1959 à Bussy-Saint-Martin (chevauchée de la jument verte à Claquebue), à Couffi (scène tentative de viol), aux alentours de Pontoise (scènes champêtres) ainsi qu'aux Studios de Saint-Maurice
- Affichiste : Clément Hurel
- Pays de production :  France,  Italie
- Langue originale : Français
- Format : couleur (Eastmancolor) — 35 mm — 2,35:1 — son Mono procédé franscope
- Genre : Comédie
- Durée : 95 minutes
- Date de sortie :
  - France : 29 octobre 1959
- Visa de contrôle cinématographique N° 22.366
- Affiche : Clément Hurel, Guy-Gérard Noël (France)

## Distribution
- Bourvil : Honoré Haudouin, paysan
- Francis Blanche : Ferdinand Haudouin, le frère d'Honoré, vétérinaire
- Sandra Milo : Marguerite Maloret, la fille de Zèphe
- Yves Robert : Zèphe Maloret
- Julien Carette : Philibert Messelon, le maire
- Valérie Lagrange : Juliette Haudouin, la fille d'Honoré
- Marie Déa : Anaïs Maloret, épouse de Zèphe
- Guy Bertil : Toucheur, un franc-tireur
- Mireille Perrey : Mme Haudouin, la mère
- Georges Wilson : Jules Haudouin, le père d'Honoré, maquignon
- Amédée : Ernest Haudouin, le fils d'Honoré
- Marie Mergey : Adelaïde Haudouin, épouse d'Honoré
- Claude Sainlouis : Noël Maloret
- Nicole Mirel : Aline, la bonne des Haudouin
- Jean Verner : le sous-officier prussien
- Michel Bardinet : le peintre
- Martine Havet : Clotilde Haudouin, la petite fille
- Benoîte Lab : l'épouse de Ferdinand
- Ernest Varial
- François Nocher : Honoré (jeune) dialogue avec J. Wilson au début du film
- Achille Zavatta : Déodat, le facteur
- Johnny Monteilhet : Tintin Maloret, fils de Zèphe (non crédité)
- Emile Riandreys (non crédité)

## Autour du film
- Afin de respecter l'idée du film, l'équipe de tournage doit colorer quotidiennement la jument en vert « Douanier Rousseau ». Afin de ne pas l'intoxiquer, le Dr Michel Klein imagine un mélange d'une molécule de couleur jaune utilisée dans les maladies tropicales avec du « vert-sulfo » ophtalmologique associé à un anti infectieux la gonacrine[1].
- Lors de sa sortie, ce film fait un tel scandale que l'évêque de Tulle obtient son interdiction en Corrèze.
- Le film a été interdit aux moins de 21 ans à Tours ; les projections se faisaient lumières de salle allumées.
- Le Comité Catholique du Cinéma a classé ce film à la « cote morale 5 », soit la plus élevée, celle d'un film déclaré à proscrire.
- On pouvait voir un extrait retiré dans la bande-annonce en 1959.
- Le film est ressorti en 1966, devant des salles combles.[réf. nécessaire]